# Porte de Roubaix
La porte de Roubaix ou porte Saint-Maurice, est une porte de ville de l'enceinte de Lille, inscrite dans l’ancienne enceinte espagnole construite entre 1617 et 1621. Inaugurée en 1625, elle a été percée de deux arches latérales et restaurée en 1875 pour laisser passer le tramway. Elle a été classée monument historique en 1929.
Ce site est desservi par les stations de métro Gare Lille-Flandres et Gare Lille-Europe.

## Histoire
Construite lors de l'extension de l’enceinte de la ville sous l’âge d’or des archiducs Albert et Isabelle, gouverneurs des Pays-Bas, la porte de Roubaix a été édifiée par les maîtres maçons Michel Watrelos et Jean Lesur en 1620.
Elle remplace la porte des Reignaux de l'enceinte construite vers la fin du XIIIe siècle qui englobait les paroisses de Saint-Maurice et de Saint-Sauveur. Cette porte supprimée lors de la construction du rempart de 1617-1622 qui agrandit la ville au nord-est, était située au nord de la place des Reignaux, approximativement à l'angle de la rue du Vieux-Faubourg et de la rue à Fiens, et donnait accès à la route en direction de Roubaix.
La porte de Roubaix a ensuite été conservée par Vauban, lors de la reconfiguration des fortifications à partir de 1668, qui l'a simplement renforcée de quelques ouvrages avancés, en particulier le fort Sainte-Agnès détruit vers 1990 pour la construction du quartier EuraLille.
C'est ici que se présenta, en 1792, le major autrichien porteur de l'ultimatum du Duc de Saxe-Teschen, sommant la ville assiégée de se rendre.
La porte a été percée de deux arches latérales en 1875 pour permettre le passage de ligne F du tramway. Elle a été entièrement rénovée à l’occasion de la manifestation culturelle Lille 2004.
Donnant accès à la rue du Faubourg-de-Roubaix vers Roubaix, elle était un point de passage important jusqu'à l'ouverture en 1909 du boulevard Carnot ou «grand boulevard » où se reporte une part importante de la circulation.
Au milieu des années 1990, elle est fermée à la circulation motorisée déplacée avenue Le Corbusier mais reste ouverte aux piétons, donnant accès au parc Henri Matisse et à Euralille.

## Description
Côté intérieur, sa façade est faite de briques polychromes travaillées en chevron et ses fenêtres sont encadrées de cordons de pierre. Côté extérieur, la corniche crénelée et les rainures dans lesquelles se logeaient les bras du pont-levis rappellent encore aujourd'hui sa vocation défensive.

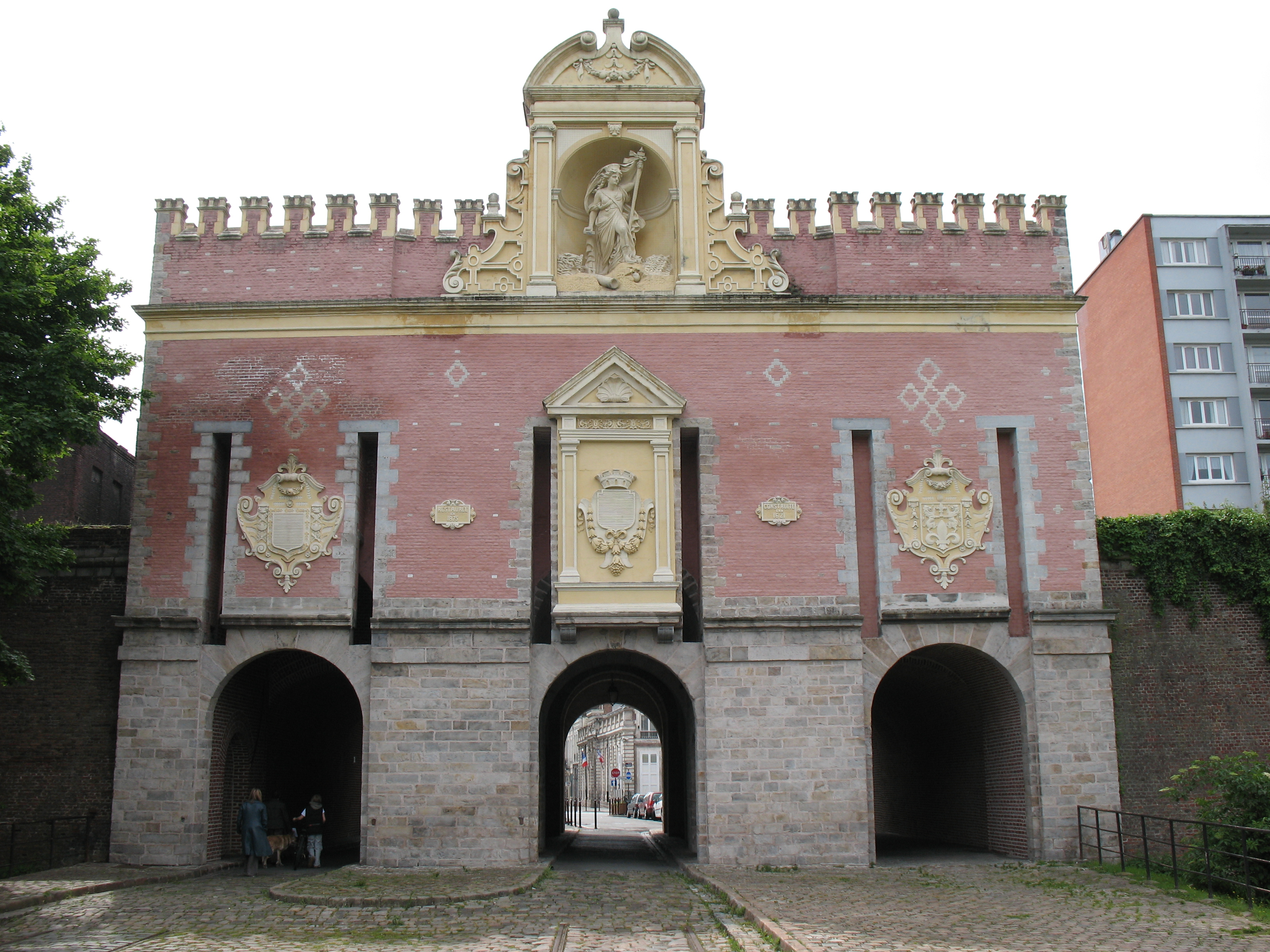
Façade (vue de l'extérieur de la ville)
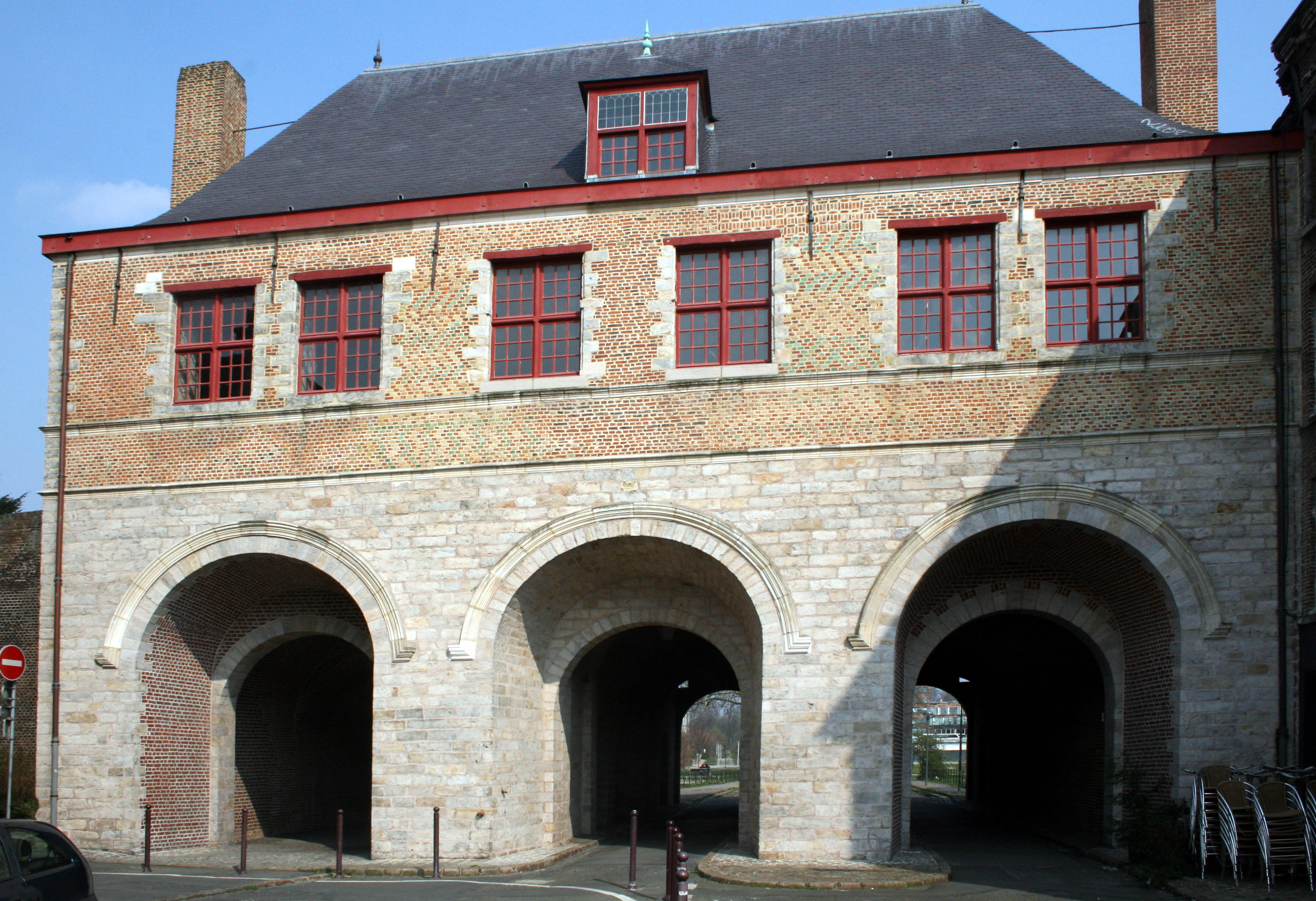
Façade (vue de l'intérieur de la ville)

## Promenade de la porte de Roubaix
Une promenade aménagée en 2024 permet de voir l'arrière de la porte côté campagne et côté ville (bâtiment à l'étage). 

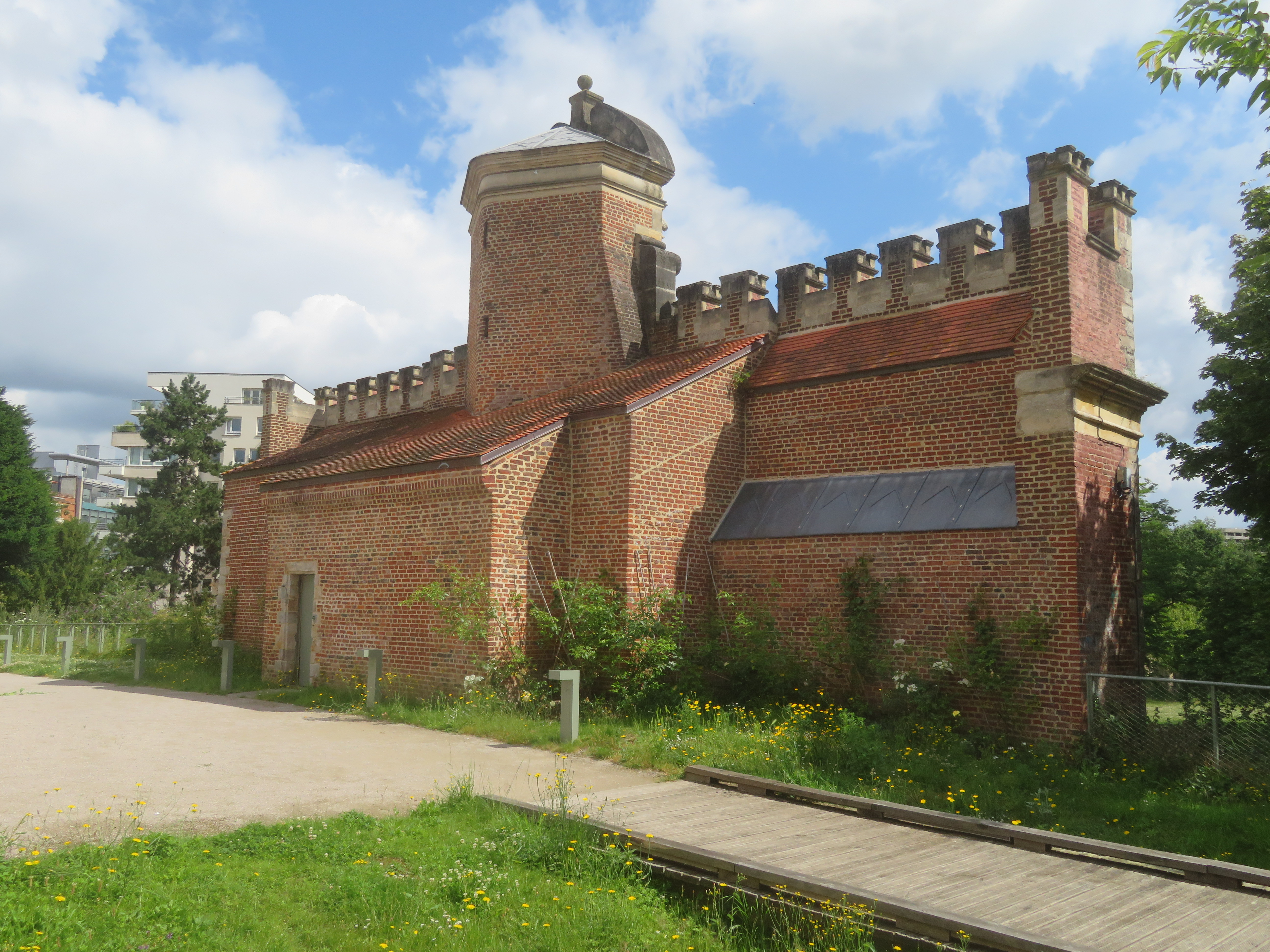
Arrière de la porte de Roubaix côté campagne
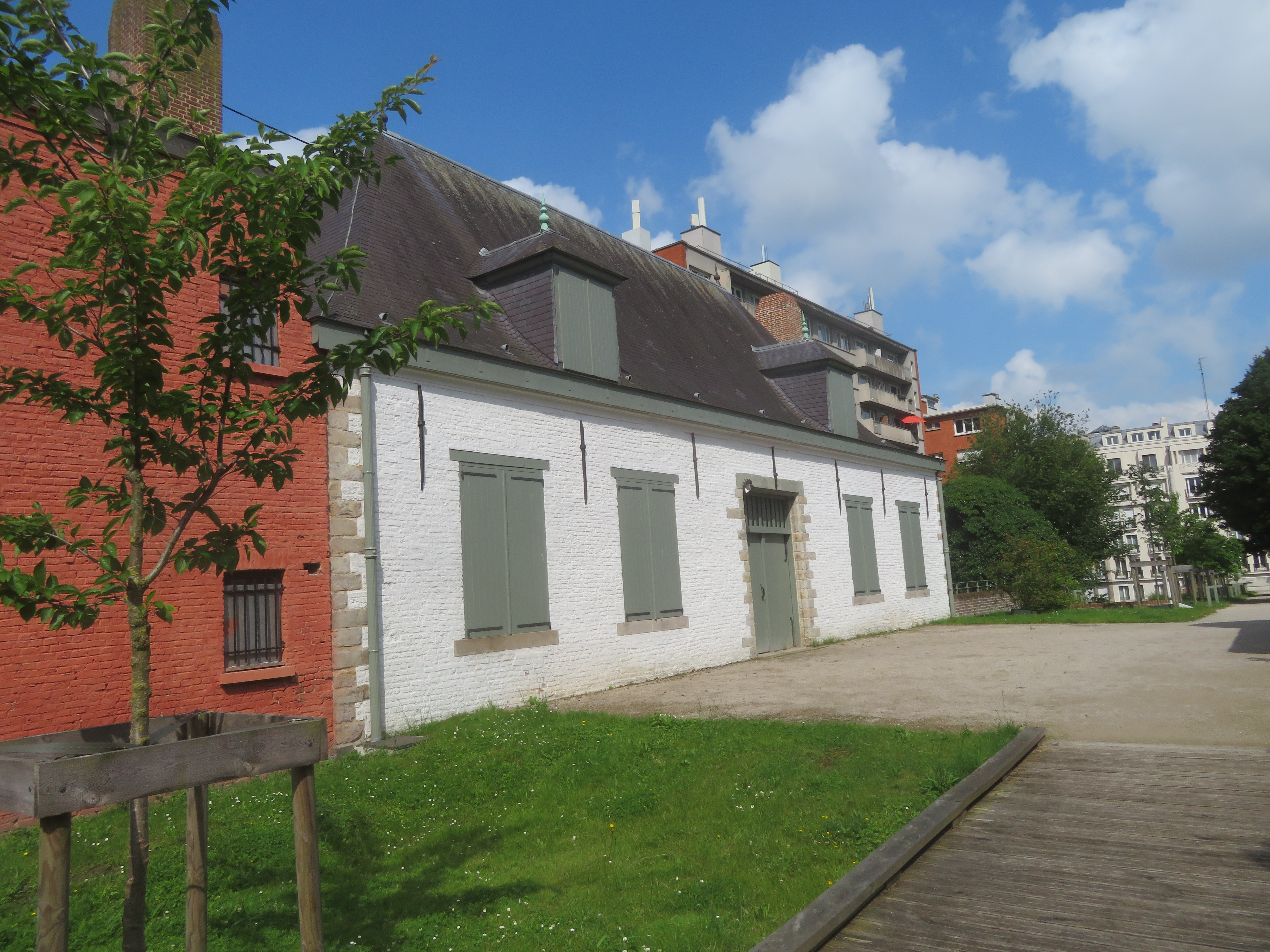
Bâtiment de l’étage de la porte de Roubaix côté ville